# Strongylosoma balzanii
Strongylosoma balzanii är en mångfotingart som beskrevs av Filippo Silvestri 1895. Strongylosoma balzanii ingår i släktet Strongylosoma och familjen orangeridubbelfotingar. Inga underarter finns listade i Catalogue of Life.